# 釜山港國際客運碼頭
釜山港國際客運碼頭（：／）是位於韓國釜山港北港的碼頭，是南韓連接日本的重要水路口岸。

## 歷史
此碼頭原來設於釜山港北港的西南角位置，名為國際渡輪碼頭，於1978年3月3日啟用。基於釜山港灣公社推展北港重建工程，此碼頭需要遷往現址，並於2012年7月動工，2015年1月竣工，同年8月31日正式啟用。至於舊碼頭建築物則原址保留，改作公園及本地線渡輪碼頭之用。
釜山港國際客運碼頭主體建築面積為93,932平方米，設有8個高速船泊位，另有汽車渡輪泊位5個，以及郵輪泊位1個。

## 航線
此碼頭目前提供往來釜山至日本九州及山口縣等地的各式客運航線，詳情如下：

### 高速客輪（噴射船）

#### 大亞高速海運
- 國際客運碼頭↔日本對馬市比田勝港

#### 未來高速
- 國際客運碼頭↔日本對馬市比田勝港
- 國際客運碼頭↔日本對馬市巖原港

#### JR九州高速船
- 國際客運碼頭↔日本福岡市博多港
- 國際客運碼頭↔日本對馬市比田勝港

### 汽車渡輪

#### Camellia Line
- 國際客運碼頭↔日本福岡市博多港

#### 關釜渡輪
- 國際客運碼頭↔日本下關市下關港

由於2019冠状病毒病疫情，最後一條往來日韓的航線已於2020年4月1日暫停服務，而碼頭將會關閉至日本當局解除入境限制為止。

## 設施

### 國際客運碼頭客運大樓樓層分佈
| 5/F  | 會議中心、釜山港宣傳館       |
| 4/F  | 海上交通控制室、船公司辦公室 |
| 3/F  | 離境大堂、票務櫃檯、店舖等   |
| 2/F  | 入境大堂、店舖等             |
| 1/F  | 停車場、免稅店、行李托運處   |
| B1/F | 冷氣機房（熱交換器）         |

## 對外交通

### 地鐵
- 中央站（釜山地鐵1號線）

### 穿梭巴士
- 碼頭設有穿梭巴士服務，來往釜山火車站至國際客運碼頭，每10-20分鐘一班。

## 外部連結
- 未來高速 （页面存档备份，存于）
- 大亞高速海運 （页面存档备份，存于）
- JR九州高速船
- 關釜渡輪
- Camellia Line （页面存档备份，存于）